# 耶和华见证人的习惯
耶和华见证人的一些生活习惯可能不同于有不同信仰或沒有信仰的人。耶和华见证人不庆祝某些节日，只积极地传讲和教导別人認識《圣经》。他们不参与政治和戰爭，堅定采取中立立場。即使是一般人司空见惯的事，他们亦可能因按《圣经》的理解而认为不可行或有不同的作法。

## 重要日期
耶和华见证人全年唯一的重要节日是耶稣受难日（犹太逾越节），这一天是《圣经》指出必需纪念的日子。在这一天，耶和华见证人要聚集起来纪念耶稣基督为人类献出的救贖。这一活动一般在各地區會眾进行，聚會会回顾四福音书中记载的耶稣基督在最后的日子所言所行，以及他献出生命作为救贖的伟大意义。

## 聚会

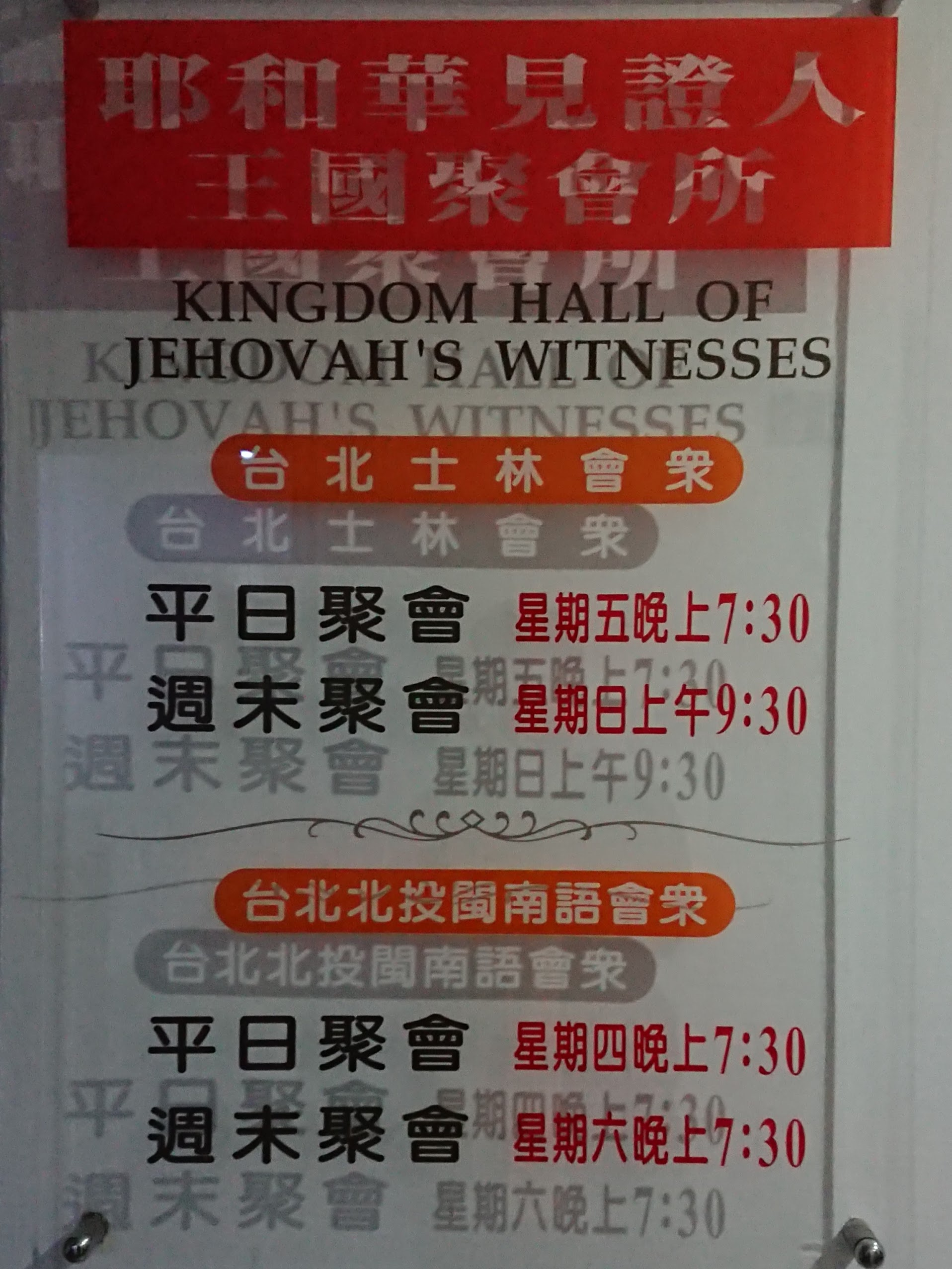
位於台灣台北市北投區的一處耶和华见证人王國聚會所，有2個會眾於不同時段在該處聚會

耶和华见证人遵循圣经不要放弃聚会的教导经常参加聚会。通过聚会信徒可以互相鼓励，也可以强化信心，一起崇拜耶和华上帝。
以下是耶和华见证人经常参加的集会：

### 每周集会
1. 传道与生活聚会：會眾每週都在王國聚會所舉行傳道與生活聚會。這個聚會分為三個部分，幫助我們「勝任」上帝交託的任務。每月的《傳道與生活聚會手冊》裡，包含聚會節目表和學習資料。這本《聚會手冊》也提供介紹出版物的大綱。
2. 《守望台》研究班：守望台杂志是耶和华见证人发行的主要期刊之一。每周周六或週日，全世界的耶和华见证人同步学习用接近200种不同语言出版的同样内容的守望台杂志。每一期都會有特定的题目，提前2个月发到见证人手中，可以提前准备，每个人在杂志学习聚会上发表自己的看法。
3. 主题演讲：这个活动也是在每周周六或週日举行，演讲人的题目是实现编纂好的列表，但是主讲人不同每一次所引用的材料和内容也不完全相同。
4. 传道前讨论

### 大型集会
大型集会按照年度来组织和举行。
1. 区域大会：每个国家根据领土大小被分割成几个大区。地区内的每个语种根据人数每年都会有一次至多次大型的聚会。在这个聚会上根据特定主题会有多个主题讨论进行。这个集会主要在分区的大礼堂举行。参加人数上千。
2. 年度大会：这个集会是规模比区域大会更大的聚会，一般会在体育场馆举行，参加人数几万人。
3. 国际大会：每隔几年，全世界的耶和华见证人就会聚集到一起，利用大型的体育场馆举办国际大会。（例如2006年7月21-23日在德国举办的国际大会使用了世界杯刚使用过的位于慕尼黑、莱比锡、多特蒙德、曼海姆和汉堡的5个足球场，总共超过20万人参加。）2009年在德国举办下一界国际大会，举办地点有汉堡，法兰克福，多特蒙德，慕尼黑奥林匹克体育场和柏林。[2]

## 传道
传道员強調传道，主要采用的传道方式有在城市街道上和逐门逐户探訪。他們探訪社区的鄰居，跟鄰居討論《聖經》，希望使人成為基督的門徒。传道员着装要得体，不應显得过于招摇，要有亲合力和友善的言谈举止，尊重别人的观点，逐步展开。
每个传道员负责几个街区，并要仔细记录每次传道，留心回访那些对《圣经》有兴趣的人。传道员會通过一些训练掌握与陌生人溝通的技巧、克服障碍和提高交談能力。作为外语传道员，他们还会“努力学习外语，好给万国的人作见证”。传道员传道的主要任务有跟别人開展《圣经》讨论，分发杂志和传单。

## 拒绝偶像崇拜
根据上帝耶和华在《圣经·出埃及记》20章4-5节的要求，拒絕任何形式的偶像崇拜
大卫王所写的《圣经·诗篇》115篇4-8节也指出偶像崇拜的错误性。

### 十字架
英语十字架一詞cross来源于拉丁语的crux，这个拉丁词本身没有两个木头交叉成十字的意思。另外在《圣经·使徒行传》5:30和10:39中，其希腊语“西隆”被翻译成木头，因此耶和华见证人不使用十字架。

### 其它迷信活动
拒绝占星术、风水、占卜、崇拜鬼神等活动。

## 拒绝异教习俗

### 圣诞节
耶和华见证人不参加圣诞节，因为从《圣经》的记录看，耶路撒冷地区全年的降水都集中在11-2月之间，这个时间也是全年气温最低的时段。《圣经》中记载有牧羊人在耶稣降生的时候在外面守夜看顾羊群。在寒冷多雨的12月底，这个事情是不可能的。耶稣并不是于犹太基斯流月（11-12月）出生，而可能是那一年的秋季某个时间。而恰恰异教的节日如罗马农神节等异教崇拜太阳有关的活动 。

### 复活节
耶和华见证人不参加复活节，只應纪念耶稣从死亡复活。当今复活节掺杂了很多來源於異教意義的傳統，例如复活节兔子和复活节彩蛋；因此其它基督徒所庆祝的复活节不是上帝所悦纳的，应当避免。

### 生日
鉴于生日聚会赠送礼物来源于异教的习俗，因此耶和华见证人避免庆祝生日。他們不举办生日聚会，也不参加别人的生日聚会，不在特定的日期如生日赠送人礼物，而是在平常的日子，不以特别的名义赠送别人礼物。因为生日蛋糕和蜡烛来源于对希腊月亮女神阿尔特密斯的崇拜。 

### 其他节日
但凡节日含迷信、其他宗教色彩的传统节日和活动，耶和华见证人都不参加。其中有感恩节、万圣节等宗教节日，亦不庆祝新年。另外他們不参与庆祝政治节日，如国庆节、军队纪念节、政党纪念节、领袖纪念节等。他們私人纪念日有婚礼、公共纪念日有耶穌受難日等。

## 禁戒血
耶和华见证人禁、戒血，不食用血或帶血的肉，不接受全血輸血，也不献血。在本着宗教良心和其它替代疗法的前提下，可接受某些血液成分以治疗疾病。

## 安息日
不守安息日，不像普遍基督教一样只在星期天聚集祷告。耶和华见证人认为守安息日是犹太人的规矩，而耶稣已用自己作为赎价废除了犹太律法，故基督徒不必遵守。